# Pega de Crowland

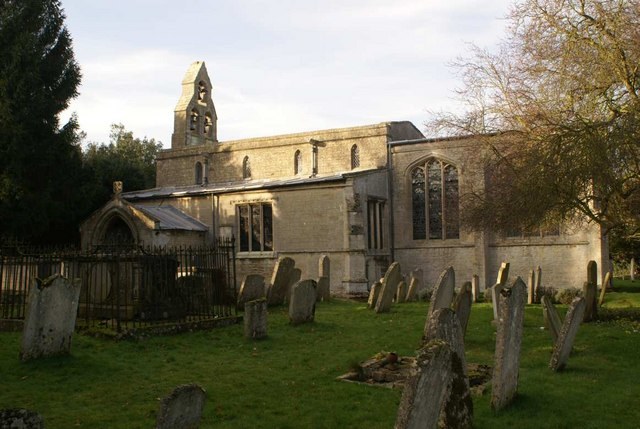
L'església parroquial a Peakirk està dedicada a Santa Pega

Pega (c. 673 - c.719) va ser una santa cristiana anacoreta de l'antic regne anglosaxó de Mèrcia. Era germana de Sant Guthlac.

## Vida
Pega pertanyia a una de les grans famílies nobles de Mercia, i era la filla de Penwalh de Mercia. Va viure com una anacoreta on avui es troba Peakirk ("Església de Pega") prop de Peterborough, no lluny de l'ermita de Guthlac a Crowland. Quan Guthlac es va adonar que li quedava poc temps de vida l'any 714, la va convidar al seu funeral. Va navegar riu avall pel Welland, i pel camí va curar un home cec de Wisbech. Va heretar el saltiri i el flagel de Guthlac, donats posteriorment a l'abadia de Crowland. Va anar en pelegrinatge a Roma i va morir allí c. 719. Orderic Vitalis va afirmar que les seues relíquies es van conservar a una església romana el nom de la qual no es coneix, i que allí es van produir miracles.
La tradició diu que el seu cor va ser traslladat a Peakirk i es va guardar com a relíquia a l'església, dipositat a un relicari, les restes del qual, després de ser destrossat per les tropes de Cromwell, es veuen a la finestra de la nau lateral sud.

## Santedat
Pega és considerada santa per l'Església Catòlica i per l'Anglicana. La seua festa se celebra el 8 de gener.